# Râul Cățelii
Râul Cățelii este un curs de apă, afluent al râului Rosua. 

## Hărți
- Harta județului Bistrița